# توالت ایرانی

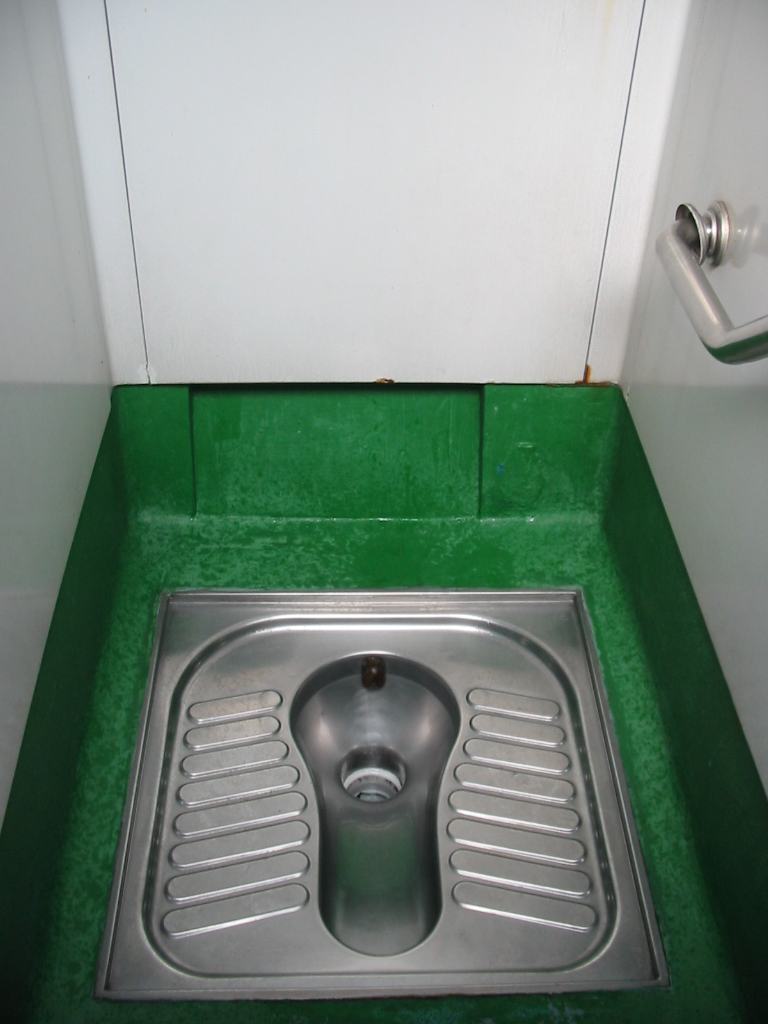
تصویری از یک توالت شرقی

توالت ایرانی گونه‌ای توالت است که با فرم چمباتمه زدن به‌کار گرفته می‌شود. به علت سادگی شستن  مخرج‌ها، بیشتر مسلمانان از این نوع توالت استفاده می‌کنند. گونه‌های گوناگون از این نوع توالت وجود دارد، اما همگی آن‌ها دارای سوراخی به درون زمین هستند. بیش‌ترین فرق میان این توالت‌ها در بلندی و چگونگی نشستن بر روی آن‌هاست. برخلاف توالت‌های ایرانی در توالت‌های فرنگی فرم به‌کار گرفته می‌شود. یکی دیگر از مزایا استفاده از آفتابه است.

## مزایا نسبت به توالت فرنگی
- تخلیه بیشتر روی مثانه و پروستات
- دیدن مدفوع جهت بررسی گوارش یا انگلها
- امکان شستشوی مخرج
- باز شدن بهتر اسفنکتر درونی مقعد
- فشار آوردن روی روده‌ها